# Frontière entre la Birmanie et le Laos
 (janvier 2024).
Si vous disposez d'ouvrages ou d'articles de référence ou si vous connaissez des sites web de qualité traitant du thème abordé ici, merci de compléter l'article en donnant les références utiles à sa vérifiabilité et en les liant à la section « Notes et références ».
La frontière entre la Birmanie et le Laos est la frontière séparant la Birmanie et le Laos. Elle est formée par le Mékong sur toute sa longueur.